# Intercambiador Ōzuminami
El Intercambiador Ōzuminami (大洲南インターチェンジ Ōzuminami-intāchenji?) es un intercambiador que se encuentra en la Ciudad de Ōzu de la Prefectura de Ehime. Es el cuarto intercambiador de la Ruta Ōzu desde el norte.

## Características
Es un intercambiador parcial que solo permite acceder a la Ruta Ōzu en sentido hacia el Intercambiador Matsuyama de la Autovía de Matsuyama o descender viniendo de ella. 
Para dirigirse hacia la Ciudad de Uwajima se debe utilizar el Intercambiador Ōzukitatada de la Autovía de Matsuyama.

## Cruce importante
- Autovía de Matsuyama

## Intercambiador anterior y posterior
- Ruta Ōzu

Intercambiador Ōzukonan << Intercambiador Ōzuminami
- Autovía de Matsuyama

Intercambiador Ōzuminami >> Intercambiador Oozukitatada